# Sylvarena
Sylvarena – wieś w Stanach Zjednoczonych, w stanie Missisipi, w hrabstwie Smith.